# Stuart Randall, Baron Randall of St Budeaux
Stuart Jeffrey Randall, Baron Randall of St Budeaux (* 22. Juni 1938 in Plymouth; † 11. August 2012) war ein britischer Politiker der Labour Party.

## Leben und Karriere
Randall wurde am 22. Juni 1938 als Sohn eines Lehrers in Plymouth geboren. Er besuchte die Plymouth Technical Secondary School.
Zunächst arbeitete er als Elektroinstallateur in einer Werft in Plymouth. Später stieg er zum Manager auf. Randall studierte am University College in Cardiff Elektrotechnik (Electrical Engineering) und schloss sein Studium mit einem Bachelor of Science ab.
Er war zwanzig Jahre lang in der Elektronikindustrie tätig und Vorsitzender (Chairman) von ACWI Ltd sowie der The Genesis Initiative.
1966 schloss er sich der Labour Party an. Bei der Unterhauswahl Oktober 1974 trat er erfolglos für den Wahlkreis South Worcestershire an. 1979 kandidierte er bei der Europawahl 1979 für den Wahlkreis Midlands West. 1981 wurde Randall als designierter Nachfolger des Mitglieds des Unterhauses James Johnson bestimmt.

## Mitgliedschaft im House of Commons
Randall war von 1983 bis 1997 Abgeordneter des House of Commons für den Wahlkreis Kingston upon Hull West. Er war von 1984 bis 1985 Parliamentary Private Secretary (PPS) bei Roy Hattersley als stellvertretender Vorsitzender (Deputy Leader) der Labour Party und Schattenschatzkanzler. Er hatte mehrere Positionen als Sprecher (Front Bench Spokesman) inne: 1985 bis 1987 für Agrar, Fischerei und Ernährung, von 1987 bis 1992 für Inneres.
Er betrachtete sich als christlichen Sozialisten. Seine politischen Ansichten galten als moderat.
In den 1980er Jahren sprach er zur Isle of Man, hyperaktiven Kindern, dem Libanon und den Falkland-Inseln. In den 1990er Jahren meldete er sich zu Grenzkontrollen, Menschen mit Behinderungen, dem Vertrag von Maastricht und der Security Service Bill zu Wort.
Aus familiären Gründen trat er zur Unterhauswahl 1997 nicht mehr an, sondern trat kurz zuvor zurück. Dadurch machte er es seiner Partei im Wahlkreis unmöglich, dessen bevorzugten Kandidaten aufzustellen. Der Sitz ging an den Gewerkschafter Alan Johnson. Zuvor hatte es interne Differenzen im Wahlkreis gegeben.

## Mitgliedschaft im House of Lords
Randall wurde am 25. September 1997 zum Life Peer als Baron Randall of St Budeaux, of St Budeaux in the County of Devon ernannt. Die offizielle Einführung ins House of Lords erfolgte am 14. Oktober 1997 mit der Unterstützung von Stanley Clinton Davis und Denis Howell, Baron Howell. Seine Antrittsrede hielt er am 5. November 1997 zum Thema Umweltschutz. 
Als Themen von politischem Interesse gibt er Informationstechnologie an. Als Staaten von besonderem Interesse nannte er auf der Webseite des House of Lords die USA und Frankreich.
Bei der Verleihung der JTL National Awards, die im Oberhaus stattfanden, war er jährlich Gastgeber (Stand: 2005). Auch gehörte er der Digital Policy Alliance an.
1998 sorgte er für Aufsehen, als er sich unterstützend für Hereditary Peers (Erb-Peers) und gegen deren Ausschluss aussprach. Außerdem sprach er in den späten 1990er Jahren zum Irak, Polizeihunden, Montserrat und der Finanzierung der EU. In den 2000er Jahren meldete er sich zur verarbeitenden Industrie, dem landwirtschaftlichen Einnahmen, Kleinunternehmen und zur sozialen Sicherheit zu Wort. Am 8. Juli 2003 meldete er sich zuletzt zu Wort. An einer Abstimmung nahm er zuletzt am 24. Oktober 2007 teil.
Seine Anwesenheit bei Sitzungstagen lag zunächst im mittleren bis hohen Bereich, ließ aber in der Sitzungsperiode 2007/2008 deutlich nach. In den folgenden Jahren war er nicht mehr anwesend. Seit dem 23. Januar 2008 und erneut ab dem 22. Juni 2010 war er durch einen vom Oberhaus vergebenen Leave of Absence beurlaubt.

## Wirken in der Öffentlichkeit
Randall äußerte sich 2004 positiv zur Qualität des Broker's Gin und dessen Präsentation.
Er war Vorsitzender (Chairman) bei der Genesis Initiative unter der Präsidentschaft von Michael Windsor für eine Umfrage, welche die Meinung von Kleinunternehmern zu allgemeinen geschäftlichen Voraussetzungen feststellen sollte.
Randall war Mitglied der Information Society Alliance EURIM. Im Mai 2000 stand er dort zur Wahl als Direktor.

## Familie und Tod
Randall heiratete 1963 Gillian Michael; zusammen haben sie drei Töchter. Er starb am 11. August 2012 im Alter von 74 Jahren.